# DIN 820
Die DIN-Norm DIN 820 des Deutschen Instituts für Normung e. V. regelt die Grundsätze der Normungsarbeit in der Bundesrepublik Deutschland, soweit sie innerhalb des DIN stattfindet. 
Sie gilt auch für externe Normenausschüsse, gegebenenfalls in Kombination mit weiteren Regelungen. So beruft sich die VDI/DIN-Kommission Reinhaltung der Luft neben der VDI 1000 auf die DIN 820.
Die erste DIN 820 erschien mit dem Titel Normblatt – Abmessungen und Ausgestaltung im Januar 1923.

## Teil 1 Grundsätze
Normen sind für die Allgemeinheit da und dürfen nicht zu wirtschaftlichen Sondervorteilen Einzelner führen. Normung dient „der Qualitätsverbesserung in allen Lebensbereichen“. Normen sind ein Maßstab für einwandfreies technisches Verhalten und eine anerkannte Regel. „Anwender von Normen können vom zuständigen Arbeitsgremium die Auslegung eines Textes verlangen.“ Im Juni 2013 wurde ein neuer Entwurf dieses Normteils herausgegeben, der im Juni 2014 bestätigt und als Norm veröffentlicht wurde.

## Teil 2 Gestaltung von Dokumenten
Der Teil 2 wurde erstmals im September 1996 veröffentlicht und bis zum Ausgabedatum im März 2020 vielfach überarbeitet. Diese Norm enthält Regeln für den Aufbau, die Abfassung und die Gestaltung von Dokumenten, die als nationale, Europäische oder Internationale Normen oder Spezifikationen herausgegeben werden sollen.

## Beiblatt 2 zu Teil 2 Gestaltung von Normen; Beispiele für die Gestaltung von Bildern, Tabellen und Stücklisten
Dieses Beiblatt wurde im April 2011 zurückgezogen und durch die DIN 820 Teil 2 ersetzt.

## Teil 3 Begriffe
In dieser Norm werden die über die DIN EN 45020 hinausgehenden Begriffe und damit zusammenhängende Tätigkeiten für das Deutsche Normenwerk erläutert.

## Teil 4 Geschäftsgang
Diese Norm legt alle Bearbeitungsstufen zwischen Normungsantrag und Veröffentlichung einer Norm fest. Jedermann kann Normprojekte vorschlagen, die von Experten erarbeitet werden und nach einer öffentlichen Diskussion als Norm verabschiedet werden.

## Teil 11 Gestaltung von Normen mit sicherheitstechnischen Festlegungen, die VDE-Bestimmungen oder VDE-Leitlinien sind
Legt die Gestaltung von Normen mit sicherheitstechnischen Festlegungen, die VDE-Bestimmungen oder VDE-Leitlinien sind, fest.

## Teil 12 Gestaltung von Normen mit sicherheitstechnischen Festlegungen
Im September 2012 wurde der Teil 120 durch den Teil 12 ersetzt. In der Norm werden sicherheitstechnischen Festlegungen unter anderem nach der ISO/IEC Guide 51 "Safety aspects - Guidelines for their inclusion in standards" und Formulierungsbeispiele für Warnhinweise in Prüfnormen dargelegt.

## Teil 13 Übernahme europäischer Dokumente von CEN, CENELEC und ETSI – Gestaltung der Dokumente
Diese Norm enthält Regeln für den Aufbau und die Abfassung von DIN bei der Übernahme europäischer Dokumente.

## Teil 15 Übernahme internationaler Dokumente von ISO und IEC – Gestaltung der Dokumente
Diese Norm enthält Regeln für den Aufbau und die Abfassung von DIN bei der Übernahme internationaler Dokumente.

## Beiblatt 1 Stichwortverzeichnis
Die letzte Ausgabe von diesem Beiblatt vom Januar 2000 wurde inzwischen ersatzlos zurückgezogen.

## Beiblatt 3 Hinweise und Informationen für das Erstellen, Veröffentlichen und Anwenden von Normen
Dieses Beiblatt enthält unter anderem Hilfen für den Anwender von Normen.

## Einzelbelege
1. ↑  Kommission Reinhaltung der Luft im VDI und DIN - Technische Regeln
2. ↑  Neues aus der DITR-Datenbank In: DIN-Mitteilungen. Juni 2016, ISSN 0722-2912, S. 102.
3. ↑  DIN 820-1. Normungsarbeit - Teil 1: Grundsätze. Beuth Verlag, Berlin 2. Mai 2009.
4. ↑  DIN 820-1:2014-06. In: beuth.de. Abgerufen am 15. Dezember 2021.
5. ↑  DIN 820-2:2020-03. In: beuth.de. Abgerufen am 15. Dezember 2021.
6. ↑  DIN 820-2 Beiblatt 2:2000-01. In: beuth.de. Abgerufen am 15. Dezember 2021.
7. ↑  DIN 820-3:2021-02. In: beuth.de. Abgerufen am 15. Dezember 2021.
8. ↑  DIN 820-4:2021-02. In: beuth.de. Abgerufen am 15. Dezember 2021.
9. ↑  DIN 820-11:2020-03. In: beuth.de. Abgerufen am 15. Dezember 2021.
10. ↑  DIN 820-12:2014-06. In: beuth.de. Abgerufen am 15. Dezember 2021.
11. ↑  DIN 820-13:2020-03. In: beuth.de. Abgerufen am 15. Dezember 2021.
12. ↑  DIN 820-15:2020-03. In: beuth.de. Abgerufen am 15. Dezember 2021.
13. ↑  DIN 820 Beiblatt 1:2000-01. In: beuth.de. Abgerufen am 15. Dezember 2021.
14. ↑  DIN 820 Beiblatt 3:2016-10. In: beuth.de. Abgerufen am 15. Dezember 2021.